# Route nationale 655
Die Route nationale 655, kurz N 655 oder RN 655, war eine französische Nationalstraße, die von 1933 bis 1973 zwischen Bazas und einer Straßenkreuzung mit der Nationalstraße 130 bei Lavardac verlief. Ihre Länge betrug 53 Kilometer.